# محله هوایی کمرن
محله هوایی کمرن (به انگلیسی: Cameron Airpark) یک فرودگاه همگانی و خصوصی است که یک باند فرود آسفالت دارد و طول باند آن ۱۲۳۵ متر است. این فرودگاه در کشور ایالات متحده آمریکا قرار دارد و در ارتفاع ۳۹۲ متری از سطح دریا واقع شده‌است.